# Grevillea polybotrya
Grevillea polybotrya är en tvåhjärtbladig växtart som beskrevs av Meissn.. Grevillea polybotrya ingår i släktet Grevillea och familjen Proteaceae. Inga underarter finns listade i Catalogue of Life.